# 三好佑季
三好 佑季（みよし ゆき、2004年9月16日 - ）は、日本のタレント、女優、歌手、モデル。AND CaaaLLのメンバー。magical²およびShibu3 projectの元メンバー。プラチナムプロダクション所属。

## 来歴
2016年8月21日、パシフィコ横浜で開催された「ちゃおガール2016オーディション」でスマイル賞を受賞。
2017年6月に発売されたプリパラ公式ファンブックからプリパラモデルとして活動。
2018年4月から1年間、テレビ東京系列で放送されたガールズ×戦士シリーズ2作目の『魔法×戦士 マジマジョピュアーズ!』に愛乃モモカ役で出演。また、同番組で結成されたアイドルユニット・magical²（マジカルマジカル）のメンバーとしても活動した。
2021年2月にプラチナムプロダクションに入所し、同年4月1日Shibu3 projectのメンバーとして活動を開始。
2022年7月2日・3日開催のアイドルイベント「超NATSUZOME2022」にてイメージモデルを務める。
2023年3月19日、卒業公演をもってShibu3 projectを卒業。
2024年には元Shibu3 projectの豊田ルナ、戸田梨杏とともにAND CaaaLLを結成。

## 人物
EXPG STUDIO TOKYO 出身
芸能の活動を始める以前は、ダンスと水泳を習っていて特にダンスは自分でも自信があると言えるほどの腕前。
運動が得意で中学時代はバスケ部に所属していた。
人見知りであり、友達の友達くらいになるとうまく話せない。
漫画やアニメはあまり見ないが、父親の影響で『宇宙兄弟』のファンである。
マジシャンである祖母の影響で手品を趣味としており、ウェブ配信番組で披露したことがある。

## 出演

### テレビ
- 魔法×戦士 マジマジョピュアーズ!（2018年4月 - 2019年3月、テレビ東京） - 愛乃モモカ 役
- おはスタ（2018年9月26日・11月29日・12月12日・2019年2月13日、テレビ東京） - magical²としてゲスト出演
- ひみつ×戦士 ファントミラージュ! 第7話（2019年5月19日、テレビ東京） - 愛乃モモカ 役
- 早朝始発の殺風景 第5話（2022年12月2日、WOWOW） - 米山 役
- 中居正広の金曜日のスマイルたちへ - 後藤真希 役（2023年8月18日）
- おっさんのパンツがなんだっていいじゃないか!（2024年、東海テレビ・フジテレビ）

### 映画
- 「ホーンテッド・テナント」(短編)（2021年6月4日）(木村好克監督)
- 「スペシャルラストティーン」(ショートドラマ)（2023年12月27日）(西山将貴監督)

### 舞台/イベント
- かしこみかしこみ
  - 第二回公演「たはぶれ」（2021年7月2日 - 5日、ステージカフェ下北沢亭）[7]作演出：ますもとたくや、木村好克
  - 第三回公演「ひたむき」（2025年11月19日 - 24日予定、千本桜ホール）[8]作演出：ますもとたくや、木村好克
- Shibu3 project×かしこみかしこみコラボ演劇（2021年8月15日、ベルエポック美容専門学校 第2校舎イベントホール）作演出：ますもとたくや、木村好克
- 劇団Zero PLANET 旗揚げ公演「GRAVITY」（2022年1月11日 - 16日、中目黒キンケロ・シアター） - 白川由宇奈 役（石川翔鈴とのWキャスト）
- 東京ガールズコレクション
  - TGC teen 2022 Tokyo supported by Up-T（2022年11月13日、LINE CUBE SHIBUYA）[9]
- OKINAWA COLLECTION(沖縄コレクション) 2023（2023年9月24日、波の上うみそら公園）[10]

### ラジオ
- magical²「愛について♡/超ラッキー✩」リリーススペシャル（2018年6月22日、AbemaRADIO）
- RADIO MASHUP（2019年2月3日・10日、Fm yokohama）- magical²としてゲスト出演
- Up-T presents 一ノ瀬陽鞠のパカッとひまりん（2022年7月10日・17日、MROラジオ）[11] - ゲスト出演
- SHIBUYA CULTURE DESIGN STUDIO（2022年10月27日 -、 渋谷クロスFM）[12] - パーソナリティ

### CM/広告
- EDWIN・JERSEYS（2021年10月）[動画 1]
- パナソニック 「ナノイーX」くらしの呼吸篇（2021年11月）[13]
- Honeys ECサイト モデル（2022年12月-）
- DHC 薬用リップシリーズ WebCM「みんなの毎日」篇（2023年8月）
- 株式会社アラクス ノーシンピュア「ノーシン学園 ピュアスクール」WebCM（2023年9月）
- パシオス ECサイト モデル（2024年2月-）

### 雑誌
- プリパラ公式ファンブック2017神アイドルSeason5～アイドルタイムプリパラ公式ファンブック
- 週刊アスキー
  - No.1373 表紙、「表紙の人 COVER GIRL」（2022年2月8日、角川アスキー総合研究所）[14]
  - No.1374 表紙、「表紙の人 COVER GIRL」（2022年2月15日、角川アスキー総合研究所）[6]

### 動画
1. ↑  『霜降り明星・粗品、せいや率いる妖精達につられて歌いだす！？　Shibu3 projectとの振付動画も　JERSEYS新CM『ジャージーズのうた』編＆メイキング映像公開』（YouTube）マイナビニュース【エンタメ・ホビー】、2021年9月30日。2023年12月24日閲覧。